# 永富镇
永富镇，是中华人民共和国黑龙江省绥化市海伦市下辖的一个镇。
2016年8月10日，黑龙江省民政厅批复同意撤销永富乡，设立永富镇。

## 行政区划
永富镇下辖以下地区：
坤伦村、永富村、吉贤村、思源村、福伦村、众发村、东富村、同发村、东大村、新兴村、井发村、连生村、拥护村和真理村。